# Рекко, Джузеппе
Джузеппе Рекко (1634, Неаполь — 1695, Аликанте, Испания) — итальянский художник Неаполитанской школы живописи, писавший натюрморты.

## Биография
Родился в Неаполе. Происходил из семьи художников, которые рисовали натюрморты: отец, Джакомо Рекко, и дядя — Джованни Баттиста Рекко. Считается, что первоначальные художественные навыки получил у отца и неаполитанского художника Паоло Порпора. Зафиксировано пребывание Джузеппе Рекко в Милане в 1654 году. Это дало повод исследователям предположить обучение Джузеппе у ломбардского художника Эваристо Баскениса, известного созданием натюрмортов с музыкальными инструментами.
Джузеппе получил заказ от короля Испании на работы в Мадриде. Жил и работал в Испании, умер в Аликанте.
Его дети, Николо и Елена, также стали художниками.

## Натюрморт «Пять чувств»
В искусстве Неаполя своё место занимали картины на темы пяти чувств человека — слуха, зрения, вкуса, обоняния, осязания. Известны картины Хосе де Риберы на эту же тематику. Осязание у Риберы олицетворял слепой скульптор, обоняние — крестьянин с чесноком, слух — весёлая девчонка с тамбурином. Для каждого из чувств была отдельная картина.
Джузеппе Рекко, мастер натюрмортов, решил эту проблему как настоящий последователь лаконизма в одной картине. На небольшом столе он разложил несколько предметов, которые олицетворяли пять чувств человека: лютня — слух, тетрадь с нотами — зрение, блюдо из ижею — вкус, подзорная труба и очки — ещё одно напоминание о зрении, цветы — обоняние. Для олицетворения осязания осталась небольшая шкатулка.
Джузеппе Рекко был мастером интересных, иногда уникальных, натюрмортов, которые пересекали узкие границы изображения неподвижных предметов.

## Произведения в музеях мира
- Натюрморт с масками на ковре. Музей Бойманс ван Бенингена, Роттердам
- Натюрморт с рыбами и раковиной. Эрмитаж, Петербург
- Натюрморт с фруктами и цветами. Неаполь, галерея Каподимонте
- Натюрморт. палаццо Монтечиторио (палата депутатов Италии), Рим.
- Натюрморт с рыбой. Москва, Музей изобразительных искусств имени Пушкина

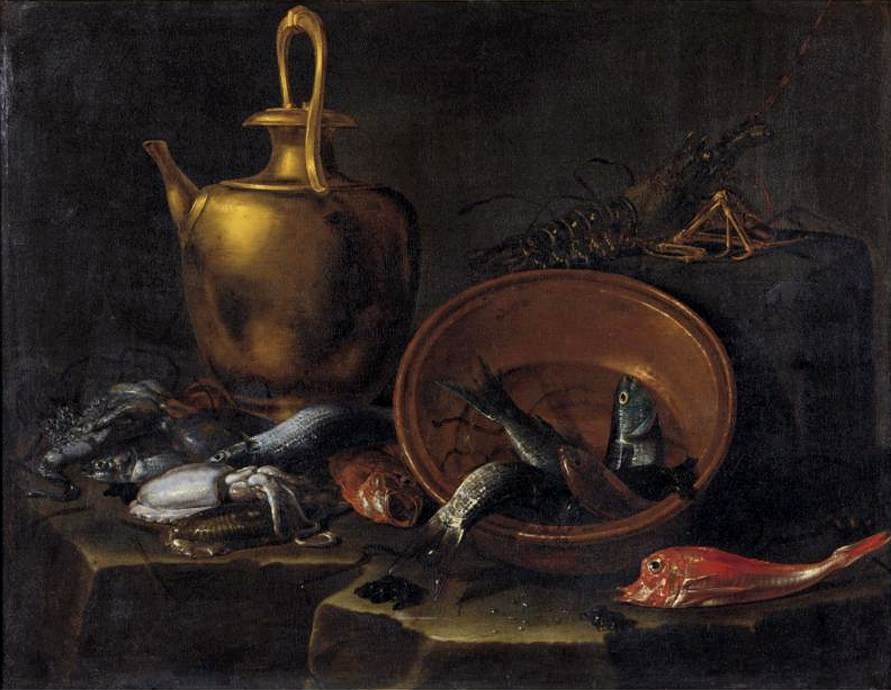
Натюрморт с рыбой
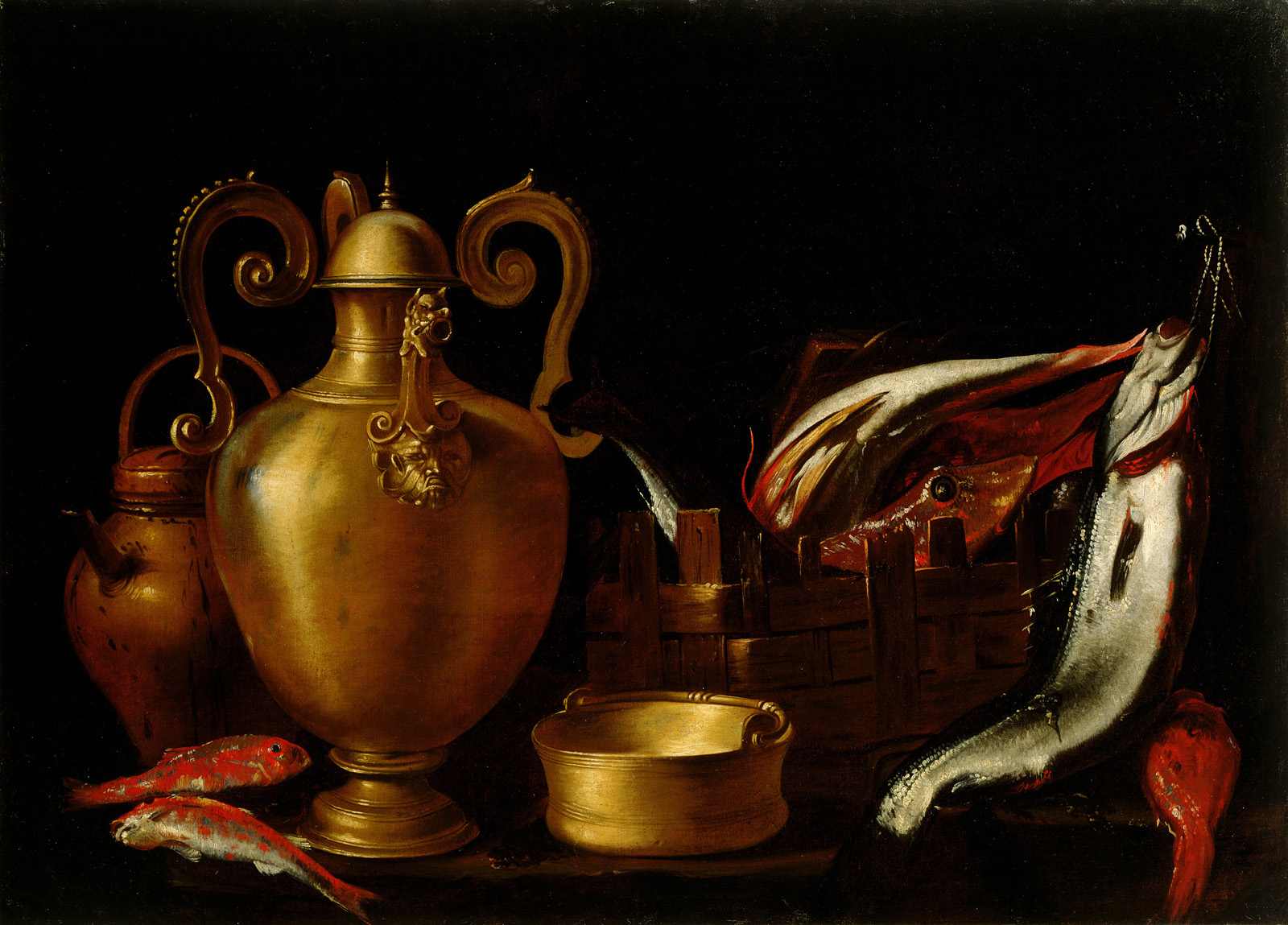
Натюрморт с рыбой и медной посудой
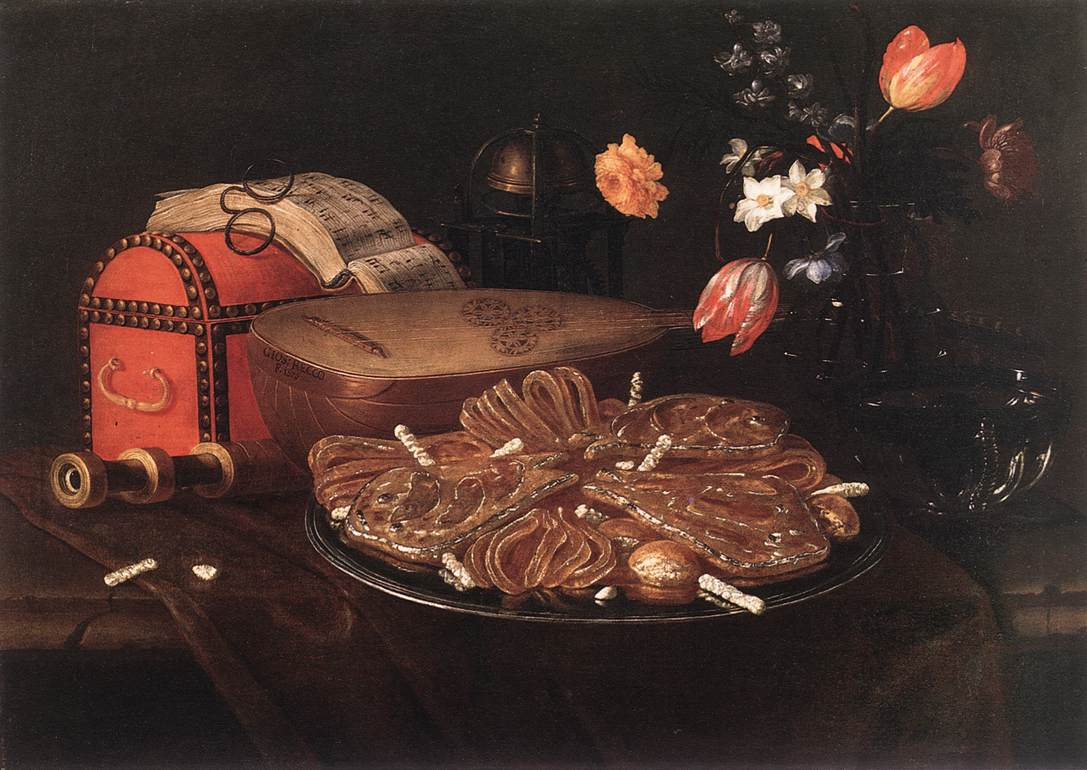
Натюрморт «Пять чувств»